# 乙嫁語り
『乙嫁語り』（おとよめがたり、The Bride's Stories）は、森薫による日本の漫画作品であり長編第2作目の作品である。エンターブレイン発行の隔月誌『Fellows!』volume1（2008年10月発売）より連載を開始し、同誌が年10回刊『ハルタ』へと誌名変更されてからもvolume80まで基本的に毎号連載されており、同誌の看板作品となっていた。2021年6月18日からは新創刊された『青騎士』（KADOKAWA）に移籍してNr.2Bより連載されていたが、同誌での連載は2024年10月19日発売のNr.22Bが最後となり、2025年2月20日発売のNr.24Bにて発表形態を変えることが発表された。『Fellows!(Q)』（エンターブレイン）全3号にも番外編が掲載されている。
19世紀後半 の中央アジア、カスピ海周辺の地域を舞台に、「乙嫁」をキーワードに、厳しい自然の中に生きる人々の生活と文化、時に人間の愚行を織り交ぜた物語を緻密で丁寧な画で描く。乙嫁とは、「弟の嫁」「年少の嫁」、また一説に「かわいい嫁」を意味する古語であるが、出版元であるエンターブレインのサイトでは同作における「乙嫁」を「美しいお嫁さん」の意であると記している。
2021年8月より森の肉筆を再現したワイド版が刊行されている。

## あらすじ
カルルクとアミル
19世紀後半の中央アジア。街に定住するエイホン家の跡継ぎであるカルルクのもとに、北方の移牧民（半定住・半遊牧民）ハルガル家から20歳の花嫁・アミルが嫁いできた。彼女を迎える花婿・カルルクはまだ12歳。それでも二人は互いを大切にし、少しずつ夫婦の絆を深めていく。
ハルガル一族らの住む北方は、ロシアの侵攻（南下政策）で緊張状態にあった。ハルガルは有力部族のヌマジに娘を嫁がせることで縁をつなぎ、牧草地の共有権を得ることで命脈を保っていたが、乱暴に扱われた娘たちが次々に若死にするため、共有権を失うという危機に立たされていた。そこでアミルの叔父たちは、すでに嫁に出したアミルを連れ戻して嫁がせようと考え、アミルの兄アゼルと従兄弟たちをエイホン家に向かわせる。
身勝手な要求に驚き、拒絶するエイホン家の人々を無視し、アゼルらは強引な行動に出るが、バルキルシュの一喝に追い払われた。一方、どうしてもアミルを連れ戻したい叔父たちは、アゼルらを叱責し、自ら乗り込んでくる。
この狼藉に対し、エイホン家はハルガル家に縁切りを宣告、ついに両家は決定的な対立を見ることになった。ハルガル家は街に攻め入ってアミルを奪おうとするが、町ぐるみの抵抗に遭う。混乱のなか、カルルクは短剣を抜き、夫として命がけで妻アミルを守りぬいた。
争いは街の勝利に終わり、ハルガル家は捕虜を出し、処罰を与えられた。実家を失ったアミルを周囲は心配するが、その悲しみの一方で、アミルはカルルクに対し、今までとは違う形の愛情を抱き始めていた。バルキルシュはその様子を「嫁心づいた」と評した。
スミスと未亡人タラス
事態もひとまず落ち着き、スミスは友人に会うため、親しんだエイホン家の人々に別れを告げアンカラへと向かう。ところが次の街、カラザで落ち合うはずの案内人と出会えず、訪ね歩いた隙に荷物ごと馬を盗まれてしまった。そこへ同じように馬を盗まれた美しい婦人・タラスが現れる。彼女は未亡人で、馬は亡き夫の大切な遺産だった。幸いにも市の支配人の尽力により二人の馬は取り戻され、この事件をきっかけにタラスから家に招待されるスミス。
数日を一緒に過ごすうちに、スミスとタラスはそれぞれに相手に惹かれるようになっていく。しかしスミスの存在を邪魔に思ったタラスの義叔父の密告により、スミスは諜報員の疑いをかけられ、拘留されてしまう。ようやく会えた案内人、アリの機転で釈放されたスミスは、タラスと互いの愛情を確認しあい、金無垢の懐中時計を結納金として手渡し、婚約を取り交わした。
一方、タラスの姑は、義叔父は家事をさせる女手が欲しいだけであり、タラスを息子の後妻にし、召使い代わりにこき使うつもりでいると考え、自分が義叔父と結婚することで身代りになろうとしていた。結果的にそれぞれの行動は行き違ってしまう。今やタラスにとって義父となり、家長となった元の義叔父によって婚約は無効とされ、タラスはそのまま天幕の奥に姿を消し、結納の金時計は突き返された。
急転直下の出来事にスミスは憤懣やるかたなく、カルルクたちに事情を説明し心情を吐露する。しかし家長の権限の強い土地の文化・風習には抗えず、逆にアリやカルルクたちからも、親不孝をさせるのは却ってタラスが可哀想だと諭され、沈黙するしかなかった。スミスはタラスへの思いを断ち切るかのように、金時計を砂地に捨て、再び目的地へと向け旅立っていった。
双子姉妹のライラとレイリ
ムナクの村の近くまで来た時、傷心のために寝付けなかったスミスは、寝不足のため乗っていたラクダから滑り、湖に転落してしまう。危うく溺れかけたところを、湖に漁に出ていた双子の姉妹・ライラとレイリに助けられたスミスは、道中の用心に医者を名乗っていたため、双子の家に案内される。
双子の祖父は軽い脱臼症状に悩んでいた。スミスは故国で父の手当てに慣れていたため、いとも簡単に治すが、それが近所の人々の間で名医との評判を呼ぶ。翌日、双子に叩き起こされたスミスは、医者を求めて近隣の人々が集まっている様子を見て仰天する。
結婚適齢期にあたっていたライラとレイリは、自分たちで理想の婿を探そうとして周囲を騒がせるが、紆余曲折の末、幼馴染のサーム、サーミ兄弟と結婚することとなった。
一方、アリに出立を急かされていたスミスだったが、医者としての自分を頼り、病を抱えながら遠くの村からも訪ねてくる人々を見て、この村を立ち去りかねていた。そこへ双子の結婚が決まり、スミスは結婚式への興味を口実に、式まで滞在を伸ばしたいとアリに頼み込む。披露宴でふるまわれる御馳走につられたアリは、喜んでそれを承諾した。
ライラとレイリは式の支度や披露宴でも騒動を繰り広げるが、どうにか周囲の人たちの祝福を受けて無事に嫁いでいった。彼女たちの結婚式を見届けたのち、人々の感謝の言葉と暖かい心に見送られて、スミスたちは村を後にした。
ハルガル一族の再襲撃
そのころ、ヌマジの牧草地を追い出され、一族の存亡の危機を迎えつつあったハルガルの長ベルクワトは、遠縁のバダン一族の協力を得て、エイホン家のある町を占領しようと画策、奇襲を仕掛ける。突然仕掛けられた戦争に、街の人々は必死で立ち向かう。カルルクとアミルもまた、エイホン家の一人として弓を放ち、剣を抜いて戦っていた。
ところが裏でロシアと通じていたバダンは、共闘すると騙してハルガルを街もろとも攻め落とし、支配するつもりだった。味方と信じたバダンの裏切り砲撃に遭ったハルガル一族はパニックに陥るが、事態を予測していたアゼルの指揮で脱出を試みる。
アゼルはバダンの族長を討ち取ったが、混乱の中で街の人々に敵として襲われ、捕えられて処刑寸前となる。しかし、街の人々を傷つけず、守ろうとした行動が認められ、土地の支配者の介入もあって命は救われた。
一方、からくも脱出に成功したベルクワトだったが、自分の過ちを認めず、全てを呪う言葉を吐き続けていたところを、追ってきたバルキルシュの弓により射殺された。
ペルシアの姉妹妻
ペルシアにやってきたスミス一行は、土地の富豪の客として歓待される。富豪の妻・アニスは、優しい夫と何不自由ない生活に恵まれながらも、友人と呼べる相手のいない寂しさを抱えていた。彼女の悩みを聞いたマーフは「姉妹妻」を持つことを勧め、相手探しに公衆浴場へでかけることを提案する。初めて訪れた公衆浴場で、アニスは遊び相手のペルシャ猫を連想させるような美女・シーリーンと出会う。
意気投合した二人は友人となり、アニスは思い切って姉妹妻の申し込みをする。シーリーンも喜んで承諾し、公衆浴場で知り合った仲間たちの取り持ちで、契りの儀式が行われるが、そこへシーリーンの夫が倒れたという凶報が飛び込んでくる。あわてて家にかけ戻るシーリーンだが、夫はそのまま帰らぬ人となってしまった。
シーリーンの婚家に残されたのは、まだ幼い息子と年老いた義父母。財産と呼べるものはほとんどなく、なけなしの結納金さえ葬儀代に消えてしまい、シーリーンは先行きの見えない不安を抱えて途方に暮れる。
アニスはようやく出来た親友の身の上を我がことのように案じ、彼女を救うため、夫の第二夫人として迎えることを思いつく。アニスはシーリーンを説得し、夫に事情を打ち明けて涙ながらに懇願する。夫はその言葉に驚きつつも理解を示し、喪が明け次第、シーリーンを第二夫人とし、その家族を引き取ると約束する。夫の優しさと愛情に、アニスは自分の幸せの大きさを知り、夫にあらためて感謝と尊敬の言葉を捧げた。
嫁入り前のパリヤ
ハルガルたちの襲撃により家を失ったパリヤの一家は、再建までエイホン家に居候することになる。また、パリヤが嫁入りにと準備していた布なども襲撃で燃えてしまい、一から作り直すことになってしまった。
刺繍が得意ではないパリヤだったが、バルキルシュの「誰かを想って縫う」というアドバイスを受けて縁談相手・ウマルを思い浮かべながら縫ったところ、父母も思わず彼女を見直すほどの出来栄えとなる。
パリヤ自身はウマルのことを憎からず想っているのだが、ウマル本人の前では照れてしまい、ついつっけんどんな態度をとっては自己嫌悪に陥るのだった。これではいけないと考えたパリヤは、近所でも評判の女の子カモーラを見習おうとする。しかし、行く先々に現れては自分を睨み付けるパリヤの様子を、いぶかしく思ったカモーラが母親に相談したことから「パリヤがカモーラを妬んで冷たくしている」という噂がたってしまった。しかしこれをきっかけとしてパリヤとカモーラは友人となり、不器用なパリヤも社交的なカモーラを仲立ちとして、次第に周囲と打ち解けていく。
パリヤはカモーラに「うまく言おうとしなくていい」という助言をもらい、手作りのパンにこめた思いを伝えることで、ウマルに自分の素直な気持ちを話すことができた。ウマルも「君でよかったと思ってる」と答え、二人の仲は少しずつ前に進み始めた。
そんな折、パリヤはエイホン家からお使いを頼まれ、ウマルが馬車での送迎を申し出る。ところがその帰り道で思いがけない人助けをしたため、一泊することになってしまった。「結婚前の男女が連れ立って外泊する」という重大事件に慌てた両家の親は、互いに二人を正式な婚約者として認め合うことで体裁を取り繕い、結果的に二人の縁談が急速に進んだ。 パリヤはウマルに刺しゅうを施した帽子を贈り、二人は将来の夢を語り合って、親密さを増していく。
インターミッション　新たな旅
スミスとアリは、道中でさまざまなトラブルに見舞われつつも、無事アンカラに到着した。そこで待っていたスミスの友人、ホーキンズは、緊迫した情勢を挙げて帰国を薦めるが、スミスは、訪れた地の文化が戦災で失われる前に記録しておかなければいけない、として譲らなかった。
より正確で詳細な記録を残すべく、スミスは湿板写真機を手に入れ、新たな旅の準備を始める。そこへカラザの町で別れたはずのタラスが現れた。タラスは義父によって再婚したものの、新たな夫に事情を打ち明け、理解を得てスミスに会うべくアンカラまでやってきていたのだ。使用人としてでもそばに置いてほしいと懇願するタラスに、スミスは自分のほうこそお願いしたいと告げ、捨てた時計の変わりに印章に使う指輪 を贈り、あらためて求婚した。
ホーキンズの友人ニコロフスキは、彼への恩返しとして道中の案内と護衛を申し出る。タラスも同行を望み、大所帯となったスミス一行は、まずは地中海沿岸の町、アンタリヤを目指す。

## 登場人物

### エイホン家
アミル・ハルガル（第1の乙嫁）
カルルクの妻。物語開始時点では20歳。
作者はアミルの設定について、「弓が上手、姐さん女房、何でもさばける（鳥とか兎とか）、野生、天然、強い、でも乙女、でもお嬢様」と「ぶちこめるだけぶち込んだ」と単行本第1巻の後書きで語っている。
20歳という、この時代のこの地域では相当の「行き遅れ」となってからの嫁入りだったが、夫婦仲は良好。夫のカルルクに対しては、当初は年齢差もあってか保護者的な対応をしていたが、彼の成長に伴い純粋に男性としての魅力を感じ始めている。
遊牧生活を基盤とするハルガル家から嫁いできたため、街に定住しているエイホン家との習慣や文化の差異などから、時折周囲を戸惑わせる行動をとることもしばしばある。また、普段はしっかり者だが、過去に思いがけぬ病で身内を失った経験から、カルルクやエイホン家の誰かが床に臥せると、普段とは打って変わって動揺をみせる。
同じ一族出身である義祖母のバルキルシュからかわいがられており、彼女自身をめぐる争いの結果、実家とは縁切りとなった が、カルルクとエイホン家との絆は深まっている。
カルルク・エイホン
アミルの夫。物語開始時点では12歳。思いやり溢れる、穏やかな性格の少年。エイホン家の末子で跡継ぎ。
8歳という歳の差のためか、体調を崩した時などアミルから過保護な扱いを受けることがあるが、いざとなれば妻を護ろうと体を張る男気にも満ちている。族長となったアゼルの元で修業を始める。
アクンベク
カルルクの父。どっしり落ち着いた雰囲気の、エイホン家の当主。
サニラ
カルルクの母。物静かな美女。
マハトベク
アクンベクの父で、カルルクの祖父。優しげで穏やかな雰囲気を持つ老人。
バルキルシュ
アクンベクの母で、カルルクの祖母。気骨あふれる女傑。実家はハルガル家に連なる一族で、族長のベルクワトとも面識がある。
アミル同様に弓を嫁入り道具として持参しており、扱いにも長ける。夫によると、嫁入り後はほとんど使わなくなったということだったが、ベルクワトを一撃で葬り去るほどの腕前を維持している。
狩猟部族の育ちでもアミルと違って山羊を乗りこなし、馬さえ上がれないような崖を登れるほど扱いが上手い。
セイレケ
カルルクの姉。弟一家と同居している。
明るい性格だがそそっかしいところがある。子供を厳しくしつけようと心を砕いているが、怒ると時々やりすぎることがある。
ユスフ
セイレケの夫。カルルクの義兄。若いながらもしっかりした父親ぶりの好漢。夫婦仲も良好。
ティレケ
ユスフとセイレケの長女。カルルクの姪。しっかりもので刺繍が上手い。鷹が大好きで刺繍にも鷹のモチーフの物を多く刺す。そのため、セイレケに鷹以外のモチーフも刺してみるようにと叱責されること多々あり。
トルカン、チャルグ
ユスフとセイレケの息子。カルルクの甥。ティレケの弟たち。トルカンが長男でチャルグが次男。二人ともやんちゃで、よくロステムをからかっている。
ロステム
ユスフとセイレケの三男。カルルクの甥。普段はおとなしいが、大工の技に惹かれ、たびたび言いつけをさぼって抜けだしては見物にいき、セイレケから叱られている。
メルタ
セイレケとカルルクの姉。

### パリヤとその家族および関係者
パリヤ（第5の乙嫁）
エイホン家の近所に住む、年頃の少女。アミルにとって、嫁ぎ先の街で初めて出来た友人。
正義感が強く、物事をはっきり言う性格。しかし口下手な上、感情が顔に出やすいのが悪い方向に作用し、他人から不機嫌、怒っているなど誤解されるために友人が少ない。さらに同じ年頃の少年に対しては人見知りして、ついそっけない態度や厳しい発言をとってしまい、後で自己嫌悪に落ち込むこともしばしば。
パンに細かな模様をつけて綺麗に仕上げるのが得意であり、センスがないわけでも不器用なわけでもないが、刺繍だけはいらいらしてしまい上手くできない。
ウマルには「（とにかく結婚できればいいが）この人（ウマル）とだったらもっといい」というところまで意識している。
偶然の事故から「互いの家族と離れて二人で一夜を明かす」というトラブルに巻き込まれ、しかも人助けをしたことが原因でそれが町の噂となったため、結果的に事前交渉段階だった縁談が正式に決まった。
トゴノシュ
パリヤの父。街中で陶器商を営む。なかなか結婚相手が決まらない娘にやきもきしている。縁談相手のウマルには好印象を抱いている。
ウマル
パリヤの縁談相手。物ごころつかない内に、病弱だった母と死別しており、父共々に妻には元気で健康な女性をと望んでいたところ、カラザでの宴席でパリヤと出会った。
ハルガルとバダンの襲撃でパリヤの嫁入り道具が燃えてなくなったため、結婚は数年先延ばしになったが、町の復興の手伝いの名目で手伝いにやって来ている。家が以前隊商宿を営んでいたため、読み書き算盤の心得があり、町の人々からも重宝されている。
パリヤの気の強さや、物事をはっきり言う性格を好いており、結婚するには時間がかかることも承知したうえで、好意の証として彼女と唇を重ねた。
水車が好きで、実物を見ながら改良点や新しい使い道などを考えるのが趣味。自分の代で隊商宿を再開することを望んでいる。
カモーラ
美人で気立てが良く、家事や刺繍はもちろん、歌舞にまで長ける理想の娘として、町の住民からの評判も高い。パリヤより少し年下。
パリヤは縁談相手のウマルに少しでも気にいられようと、カモーラを手本とするべく観察していたが、その挙動のあまりの怪しさをいぶかしんだカモーラが母親に相談、心配した母親がさらに周囲に相談したため、パリヤが彼女を妬んで嫌がらせをしているとの噂が広がってしまった。
アミルの仲介で直接話し合った結果、パリヤが自分に憧れての行動だったことを知って安心し、逆にカモーラもパリヤの率直さなどに憬れていたことを打ち明けたことで、二人は友人となった。

### ハルガル家および関係者
アゼル
アミルの兄。寡黙で生真面目だが、やや血の気が多い。
一族の事情により、アミルを実家へ連れ帰るよう、族長でもある父ベルクワトの命令をうけてエイホン家を訪れた。しかし自身の本意ではなかったためにあっさりと引き下がっている。また、バダン族と手を組むことにも反対していたが、族長の権威が強力である遊牧民の風習から、やはり父には逆らえずにいた。
バダンの裏切りが判明した際には、ジョルクやバイマトたちを逃がしつつも、自身はバダン族の長オル＝タムスを弓で射殺し、さらに大暴れしてバダン族を蹴散らした。
ベルクワトの死後はその実力から新たな族長となり、一族を率いてロシアとの国境近くの土地へ移り住んでいる。
ジョルク
アゼルやアミルの母方の従兄弟。タレ目で中性的な顔立ちの飄々とした性格。アゼルと同じく、一族の方針については疑問を持っている。性格ゆえか、仲間内では族長（アゼルの父）に対する不満も口にし、アゼルらにたしなめられることもあった。
バダン族に丸め込まれる族長らには、前々から愛想を尽かしていた。街への襲撃に際してはアゼルの指示もあり、アミルに情報を与えて警告する。捕虜となった際には街の長の尋問に対し、一族といえど一枚岩ではないと答え、敵意がないことを示した。
バイマト
アゼルやアミルの父方の従兄弟。アゼル、ジョルクと同じく、バダンと手を組むことには反対していた。大柄で寡黙。温厚な性格と穏やかで誠実な言動から、一族の調停・交渉役として信頼されている。
ベルクワト
アミルの父。ハルガル家の族長。自己中心的で視野が狭い。
ヌマジに一族の娘を嫁がせ、縁戚になることで牧草地を確保していたが、嫁がせた娘が次々に死んだことから、アミルを取り返してヌマジに嫁にやろうとするが失敗。その結果、ヌマジと縁が切れたことで広大な牧草地の使用権を失い、一族存亡の危機を迎えてしまう。その復讐と牧草地確保のため、エイホン家の住む町を襲撃すべくバダンと手を組んだ。
しかし、オル=タムスの裏切りにより襲撃は失敗し、一族に多大な被害が出た上に自らも手負いとなる。かろうじて逃げ延び、全てを呪いつつさらなる復讐を誓うが、追ってきたバルキルシュに弓で射殺された。
オル=タムス
ハルガルと遠縁のバダンの長。ロシア製の武器を持っている。ロシアに寝返ったという噂もあり、それを耳にしていたアゼルらは警戒していたが、復讐心に捕らわれたベルクワトは耳をかさなかった。
所持する大砲で、エイホン家の住む町を攻撃。ハルガル家と町の住民たちとが乱戦になったところへ両者まとめて銃撃するが、裏切りを察したアゼルの弓により射殺された。

### ヘンリー・スミスとその関係者
ヘンリー・スミス
本作の語り部であるイギリス人青年。彼の旅先で暮らす乙嫁たちの物語が展開されるという、狂言回しの役割を担っている。 物語当初ではエイホン家に居候していた。物語の舞台であるユーラシアの民族・文化に強い興味を持つ旅行家。
紋章入りの金無垢の懐中時計を結納金がわりにぽんと出すなど、かなりの資産家の出。家督は長男である兄が継いでいるため、自身は好きなことをさせてもらっていると語っている。
押しに弱くお人好しだが、ロシアの脅威が迫り、命の危機が懸念される中でも記録を残すべく旅を続ける、強い信念の持ち主でもある。2巻のエピソードでは、とっさの機転でアミルとカルルクの危機を救っている。
2巻の最終話でエイホン家を去り、当初の目的だったアンカラへと向かった。途中、カラザの町でタラスと出会い恋心を抱くが、風習に引き裂かれて別離を余儀なくされる。また文化の違いから、親しい人々に心中を理解してもらうこともできず、複雑な思いを胸に抱えたまま旅立つこととなった。
しかし、次に訪れたムナクの村でも、自分を医者として頼る人々を見捨てられず、結婚式への興味を口実に滞在を引き延ばすなど、持ち前の優しい性格は変わらない。
ペルシアでは土地の富豪の客となるが、女性が姿を見せない風習のため、富豪の夫人に挨拶せずにいることが気がかりだったりと、やはり文化の違いに戸惑いを覚えている。
アンカラで友人ホーキンズの元に辿り着くが、そこで再婚相手の男性に送られて来たタラスと再会し改めて婚約、タラスを連れて英国に帰国した。
アリ
アンカラまでのスミスの案内人。口が達者で世渡り上手な青年。
自身の結婚のための結納金を稼ぐことを目的とし、高給を目当てにスミスの案内役に就いた。旅のナビゲートのほか、通訳や交渉役も兼ね負う重宝な人物だが、スミスの世知長けない様子に呆れる場面もしばしば。
ホーキンズ
アンカラでスミスの到着を待つ壮年のイギリス人男性。スミス夫人（ヘンリー・スミスの母親）に安心して貰おうと手紙を出したり、使いを様子に見させに向かわせたりと手を尽くす。スミスとの再会後は、ロシアの南下で近々中央アジア一帯が戦場となる情勢をスミスに警告し、同時に帰国を勧めた。スミスとはパブリックスクール時代からの付き合いで、彼より7 - 10歳ほど年上の模様。
ニコロフスキ
アンカラに住む現地人で、ホーキンズの知己。イギリス軍に雇われてクリミア戦争に従軍した際、ホーキンズに命を救われたことに恩を感じ、彼の助けとなるよう無償で雑務を引き受けている。ホーキンズと再会し、新たな旅に出ることになったスミスの護衛兼道案内として、同行を申し出た。

### カラザの町の住人および関係者
タラス（第2の乙嫁）
アンカラへ向かうスミスが、途中のカラザの町で出会った美女。カラカルパク人。
5人の夫に次々に先立たれ、姑と二人、町から外れた草原でひっそりと暮らしていた。町でスミスと出会い、それがきっかけで盗まれた亡夫の形見の馬、チュバルを取り戻せたことから、感謝の気持ちとしてスミスを自宅へと招待した。
一緒に過ごすうち、スミスに惹かれるようになっていたが、旅の途中である彼を気遣って気持ちは告げず、チュバルを与えて旅立たせた。しかしスミスが義叔父の策略で捕えられたと聞き、救いに駆け付けたことで互いの気持ちが抑えきれなくなり、愛情を確認しあい、婚約する。
ところが折悪く、義母と互いの行動が行き違いとなり、義叔父が義父となったことで、スミスとの縁は叶わぬものとなってしまった。
その後は義父の用意した見合いに従って再婚するが、事情を聞いて同情した新郎に廟参りという形でアンカラに送り届けられ、スミスとの再会を果たすことができた。
タラスの義母（姑）
タラスの亡くなった5人の夫の母。自分の死後、一人残されるタラスの行く末を案じて、スミスに嫁がせようと策を凝らす。しかし、スミスを気遣ったタラスが彼を旅立たせたため、自分が犠牲になることで彼女を守ろうと亡夫の弟（後述のタラスの義叔父）との結婚を決意する。
タラスの義叔父
タラスの舅の弟。粗暴な性格。男やもめで家に女手がないため、タラスを息子の嫁にとって家政婦代わりにしようと目論んでいた。しかしそこへスミスがやってきたことで目算が狂い、厄介払いするためにスミスをスパイとして密告する。
その後、結果的にタラスの義父となったため、父親としての権力を振るってタラスとスミスの婚約を破棄させた。
タラスの夫
タラスの6人目の夫。前妻とは死別。結婚式の日にタラスから好きな人がいると告白され、慣習である「新婚旅行の廟参り」を口実に、彼女をスミスのもとへ届けることを決意する。
不憫なタラスに対し、非常に同情的に接する理解ある人物。スミスに「なぜここまでしてくれたのか」と問われた際には、前妻に先立たれた自身の経験から「女の人だって幸せに生きたほうがいい」「会いたい人が生きてるなら会うべきだ」と答えている。タラスをスミスに渡した上で「彼女を死んだことにすれば結納金も返還されるだろうし、また別の人を探すよ」と一人で帰って行った。

### ムナクの村の住人および関係者
ライラとレイリ（第3の乙嫁）
アラル海沿岸の村に暮らす、双子の姉妹。非常にエネルギッシュで騒がしい。素潜り漁をして家計を助けているが、家事やコツコツこなすような裁縫などは苦手。
年頃になり、やや妄想気味に玉の輿を夢見ていたが現実には勝てず、父親同士の話し合いの末、サマーンとファルサーミの兄弟（後述）と結婚することになる。しかし肝心の婚約の組み合わせについては、互いの父親ともに忘れていたが、試しにライラとサーム、レイリとサーミという組み合わせでデートをしてみた結果、カップルが成立した。双子たちはお互いに「自分の夫の方がいい相手だった」と思っている様子。
ライラとレイリの父親
屈強な漁師で、娘時代のミナが嵐に流された時、彼女が乗っていた小舟ごと抱え上げて救出したという逸話の持ち主。双子の激しすぎるいたずらには、問答無用で鉄拳制裁を下す。
ミナ
ライラとレイリの母親。勝気でパワフルな美女。双子のしつけは気迫で押し切る。
少女時代、危難にあった自分を、力任せに救出した青年の男らしさに一目ぼれして恋い焦がれ、見かねた父親が相手先に相談に出向いたのが夫との馴れ初めという情熱家。双子の婚約が決まってからは、家事嫌いの娘たちにスパルタ式の花嫁修業を施した。
ライラとレイリの祖父
元気だが、体がついて行かない様子。脱臼気味だった肩をスミスに治療してもらい、年甲斐もなく大はしゃぎしていた。
ライラとレイリの祖母
元気の有り余っている双子を、上手に手玉に取るおばあちゃん。その昔語りによると、若き日はなかなかの美少女だった上、恋愛上手でもあったようである。
サマーン（兄）とファルサーミ（弟）
通称サームとサーミ。双子の幼馴染で、喧嘩相手。父親同士の話し合いの末、ライラとレイリを妻に迎えることになる。
兄弟ともに現実的な性格で、双子との結婚もやや達観気味に受け入れた。その一方で、裕福とはいえない自分たちのところに嫁に来てくれたことには感謝しており、双子たちに振り回されながらもそれぞれなりに妻を気遣っている。
サマーンとファルサーミの父親
漁師。ライラとレイリの父親とは昔馴染みかつ、遠慮のない喧嘩もする仲。その家計は「海水よりしょっぺえ」らしい。青年時代、ある策略を仕掛けられて現在の妻と結婚することになった。

### ペルシアの人々
アニス（第4の乙嫁）
ペルシアの富豪の妻で、ほっそりと優雅な柳腰の美女。ハサンという息子がいる。
優しく富裕な夫に愛され、跡継ぎ息子にも恵まれて何不自由ない暮らしを送っていたが、その一方で、夫以外には話し相手が飼い猫や、庭に遊びに来る鳥くらいしかおらず、無自覚のうちに孤独感に苛まれていた。
その姿をみかねたマーフに勧められ、出向いた風呂屋でシーリーンと出会い、彼女と姉妹妻 になりたいと願うようになる。
その後、願いが叶ってシーリーンと姉妹妻となるもシーリーンの夫が病で急死、シーリーンたち残された家族が困窮する事態となったため、自身の夫にシーリーンを第二夫人に迎えように懇願する。
女性は家族以外の男性の前に姿を現さない、という土地の風習に従い、スミス一行と顔を合わせることはなかった。
シーリーン
貧しい染物屋の妻。絹のような黒髪と紅玉のような唇を持つ美女。細身で小食のアニスとは対照的に、豊満な体つきでよく食べる。ハサンよりも少し年長の息子、マフードがいる。
アニスと姉妹妻の契りを交わした直後、夫を病により失い窮地に陥ったが、アニスのたっての願いで彼女の夫の第二夫人に迎えられる。夫の両親だった義父母も一緒に引取られ、マフードも養子に迎えられてハサンの義兄となった。再婚後はアニスとともに良き妻となり、円満な家庭を築いている。
アニスの夫
優しく妻を気遣う、一途な男性。名前や身分などの詳細は明らかにされていないが、市場よりも広大な庭を持つ豪奢な邸宅を構える富豪であり、スミスを客人として歓待する。スミス一行の出立にあたっては、旅先の知人から便宜を受けられるよう取り計らった。
富裕な身分にも関わらず、不自由を感じなかったこと、何よりアニスを大切に思う気持ちから、これまで他に妻を持とうとしなかった。しかし、他ならないそのアニスのたっての懇願に、慈悲心も手伝って シーリーンを第二夫人とし、彼女の義父母・息子ごと屋敷に迎えいれることを決める。
その後はシーリーンのこともアニス同様に愛するようになり、養子縁組した彼女の息子マフードも、新たな息子として友人に披露している。
マーフ
アニスの婚家に勤める女性で、アニスやハサンの世話役。さばけた性格の持ち主で、アニスの悩みを聞いて姉妹妻を持つことを勧め、出会いを求めるために公衆浴場へ行くことを提案する。
世話好きで世慣れており、場に不慣れなアニスにいろいろと助言を行い、シーリーンとの縁を取り持った。アニスをだしにして公衆浴場へ出かけようとするちゃっかりした一面もあるが、孤独感から解放された彼女の幸せそうな様子に思わず涙をこぼすなど、心優しい人物である。

## 作風・特徴
作画の特徴として、雅で絢爛豪華な衣装や布地、装飾品、工芸品などの、綿密な描き込みが挙げられる。精緻で流麗な絵の描写なども評価されている。また、7巻では内容に合わせて絵柄を変えている。
マンガ大賞には2011年度、2013年度とノミネートされたが受賞はならず、3回目となる2014年度に大賞を受賞した。

## 書誌情報

### 単行本
- 森薫 『乙嫁語り』 エンターブレイン発行、角川グループパブリッシング発売 → KADOKAWA 〈ビームコミックス〉→〈ハルタコミックス〉→〈青騎士コミックス〉、既刊15巻（2024年11月20日現在）
  1. 2009年10月15日発売[10]、ISBN 978-4-04-726076-4
  2. 2010年6月15日発売[11]、ISBN 978-4-04-726586-8
  3. 2011年6月15日発売[12]、ISBN 978-4-04-727328-3
  4. 2012年5月14日発売[13]、ISBN 978-4-04-728083-0
  5. 2013年1月15日発売[14]、ISBN 978-4-04-728631-3
  6. 2014年1月14日発売[15]、ISBN 978-4-04-729396-0
  7. 2015年2月14日発売[16][17]、ISBN 978-4-04-730243-3
  8. 2015年12月14日発売[18]、ISBN 978-4-04-730782-7
  9. 2016年12月15日発売[19]、ISBN 978-4-04-734378-8
  10. 2018年2月15日発売[20]、ISBN 978-4-04-734829-5
  11. 2018年12月15日発売[21]、ISBN 978-4-04-735343-5
  12. 2019年12月13日発売[22]、ISBN 978-4-04-735797-6
  13. 2021年3月15日発売[23]、ISBN 978-4-04-736265-9
  14. 2022年10月20日発売[24]、ISBN 978-4-04-737259-7
  15. 2024年11月20日発売[25]、ISBN 978-4-04-738172-8

### 愛蔵版
- 森薫 『乙嫁語り ワイド版』 KADOKAWA 〈青騎士コミックス〉、既刊15巻（2025年2月20日現在）
  1. 2021年8月20日発売[26]、ISBN 978-4-04-736582-7
  2. 2021年9月18日発売[27]、ISBN 978-4-04-736583-4
  3. 2021年9月18日発売[28]、ISBN 978-4-04-736584-1
  4. 2021年10月20日発売[29]、ISBN 978-4-04-736585-8
  5. 2021年11月20日発売[30]、ISBN 978-4-04-736586-5
  6. 2021年12月20日発売[31]、ISBN 978-4-04-736587-2
  7. 2022年1月20日発売[32]、ISBN 978-4-04-736588-9
  8. 2022年2月19日発売[33]、ISBN 978-4-04-736589-6
  9. 2022年3月19日発売[34]、ISBN 978-4-04-736831-6
  10. 2022年4月20日発売[35]、ISBN 978-4-04-736832-3
  11. 2022年6月20日発売[36]、ISBN 978-4-04-736832-3
  12. 2022年8月20日発売[37]、ISBN 978-4-04-736834-7
  13. 2022年10月20日発売[38]、ISBN 978-4-04-736835-4
  14. 2023年1月20日発売[39]、ISBN 978-4-04-737334-1
  15. 2025年2月20日発売[40]、ISBN 978-4-04-738271-8

### 外国語版
英語、フランス語、イタリア語、ドイツ語、インドネシア語、ポーランド語、韓国語、中文、タイ語版が出版されている。（英語、フランス語、イタリア語、ドイツ語の記載データは各国語版のAmazonより）
- A Bride's Story （英語版） Yen Press刊 ハードカバー
  1. 2011年5月31日発売、ISBN 978-0-316-18099-3
  2. 2011年10月25日発売、ISBN 978-0-316-19446-4
  3. 2012年3月27日発売、ISBN 978-0-316-21034-8
  4. 2013年1月22日発売、ISBN 978-0-316-23203-6
- Bride Stories （フランス語版） Ki-oon刊
  1. 2011年6月9日発売、ISBN 978-2-355-92274-9
  2. 2011年9月8日発売、ISBN 978-2-355-92308-1
  3. 2011年12月8日発売、ISBN 978-2-355-92337-1
  4. 2012年9月13日発売、ISBN 978-2-355-92435-4
- Bride Stories - Latitudes （フランス語版 / ペーパーバック版） Ki-oon刊
  1. 2012年10月2日発売、ISBN 978-2-355-92450-7
- I Giorni della Sposa （イタリア語版） J-Pop刊
  1. 2011年5月26日発売、ISBN 978-88-6634-048-5
  2. 2011年10月25日発売、ISBN 978-88-6634-139-0
  3. 2012年6月7日発売、ISBN 978-88-6634-238-0
  4. 2012年12月14日発売、ISBN 978-88-6634-395-0
- Young Bride's Story （ドイツ語版） Tokyopop Gmbh刊
  1. 2011年7月14日発売、ISBN 978-3-842-00229-6
  2. 2011年12月15日発売、ISBN 978-3-842-00230-2
  3. 2012年6月13日発売、ISBN 978-3-842-00462-7
  4. 2013年5月13日発売、ISBN 978-3-842-00780-2
- The Bride's Stories （インドネシア語版） Level Comics （Elex Media刊） ペーパーバック
  1. 2011年5月11日発行、ISBN 978-602-00-0075-6
  2. 2011年7月6日発行、ISBN 978-602-00-0613-0
  3. 2012年5月16日発行、ISBN 978-602-00-2563-6
- 신부이야기 （花嫁物語） （韓国語版） 大元出版刊
  1. 2010年5月26日発行、ISBN 978-892-52-6270-3（改訂版 ISBN 978-896-72-5568-8）
  2. 2010年9月20日発行、ISBN 978-892-52-6806-4（改訂版 ISBN 978-896-72-5464-3）
  3. 2011年8月23日発行、ISBN 978-892-52-8304-3
  4. 2012年7月30日発行、ISBN 978-896-72-5080-5
  5. 2013年5月8日発行、ISBN 978-896-82-2301-3
- 姊嫁物語 （少女新娘物語） （中文版） 台湾角川刊
  1. 2010年5月14日発行、ISBN 978-975-03-0723-2
  2. 2010年10月30日発行、ISBN 978-986-23-7895-3
  3. 2011年11月17日発行、ISBN 978-986-28-7443-1
  4. 2012年12月5日発行、ISBN 978-986-28-7987-0
- เจ้าสาวแห่งทางสายไหม （タイ語版） SIAM INTER COMICS （Siam Inter Multimedia刊）
  1. 2012年2月20日発行、ISBN 978-6-160-11366-8
  2. 2012年3月23日発行、ISBN 978-6-160-11367-5
  3. 2012年10月31日発行、ISBN 978-9-749-95194-1
- Opowieść panny młodej （ポーランド語版） Studio JG
  1. 2013年6月20日発行、ISBN 978-83-61356-68-4
  2. 2013年10月31日発行、ISBN 978-83-61356-77-6
  3. 2014年2月4日発行、ISBN 978-83-61356-85-1
  4. 2014年5月7日発行、ISBN 978-83-61356-97-4
  5. 2014年2月20日発行
  6. 2015年1月9日発行
  7. 2016年2月10日発行
  8. 2017年4月7日発行

### 関連書籍
- 森薫・入江亜季 『Fellows!総集編 乙嫁語り&乱と灰色の世界』 エンターブレイン 〈ビームコミックス〉 2009年6月15日発売、ISBN 978-4-7577-4958-0
単行本発売前に発売された書籍。詳細は該当項目を参照。
- 森薫『乙嫁語り［乙嫁と聟花］編』KADOKAWA〈ムック〉2017年1月1日発売[41]、ISBN 978-4-04-734476-1
セブンイレブンのセブンネットでのみ発売された。

## 受賞歴
- 全国書店員が選んだおすすめコミック2010、2位。
- 全国書店員が選んだおすすめコミック2011、15位。
- 全国書店員が選んだおすすめコミック2012、11位。
- マンガ大賞2011、2013、共に2位。2014、大賞受賞。
- フランス・アングレーム国際漫画祭2012、世代間賞受賞。
- アメリカ・全米図書館協会、10代向けグラフィックノベル・ベスト10選出。

## その他

### 乙嫁コンツェルト
『ゲッサン』（小学館）連載作品の石井あゆみ作『信長協奏曲』とのコラボレーション企画。『マチ★アソビ vol.7』にて開催された『Fellows!』『ファミ通コミッククリア』『ゲッサン』の合同サイン会が直接の契機となり、両作品とも歴史に深く関わる作品であるということで出版社の垣根を越えて企画された。
これに関連して『ゲッサン』2012年3月号には『Fellows!』連載作家25人による合作漫画『フェローズのできるまで』が掲載され、『乙嫁語り』は計4コマ参加している。

### 原画展

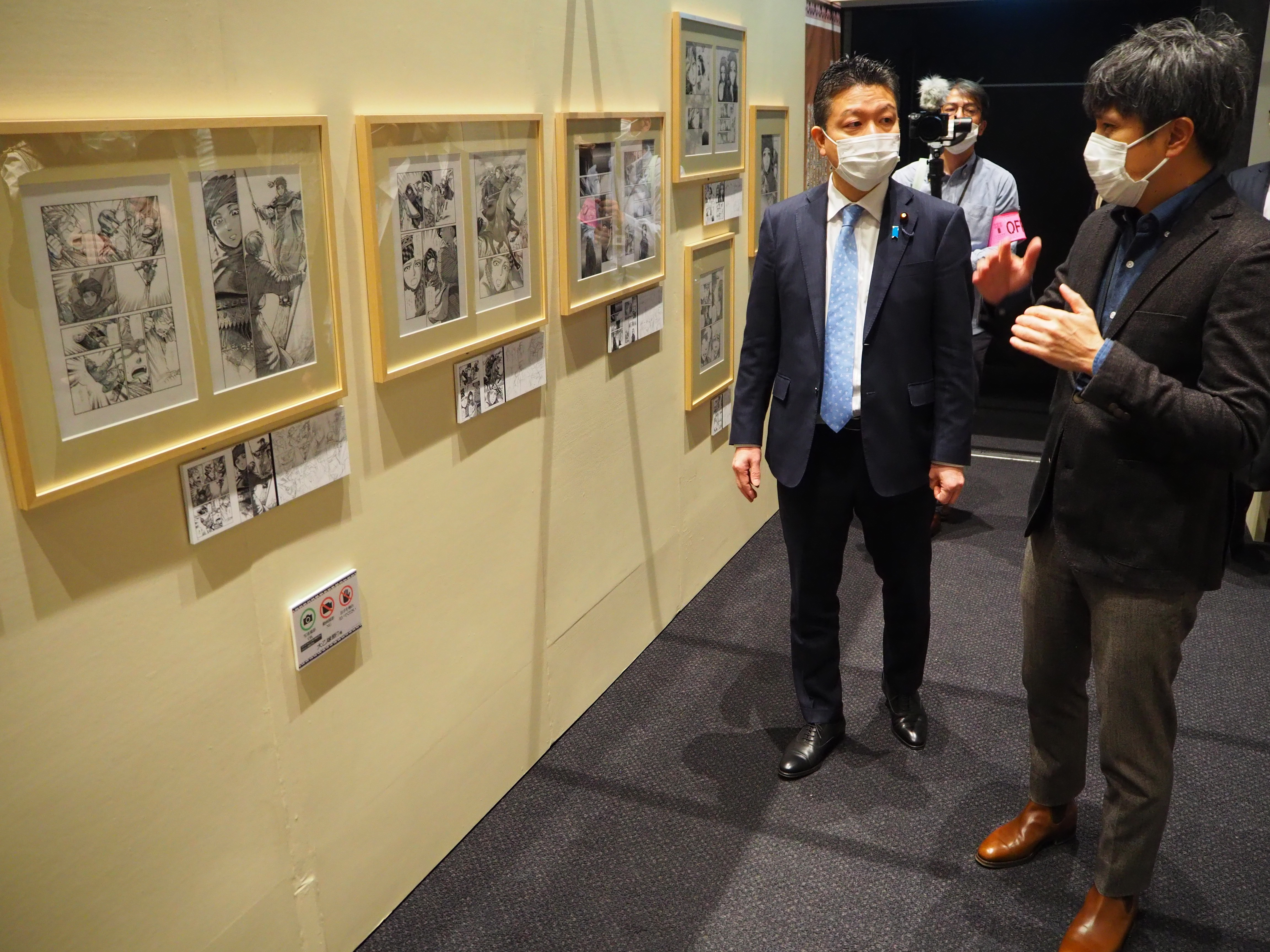
原画展を視察する外務大臣政務官の本田太郎。ところざわサクラタウンにて。

2022年2月23日から3月21日まで、本作の原画展「大乙嫁語り展」が埼玉県のところざわサクラタウンにて開催された。同展では「中央アジア各国の大使館協力によるイベント」が行われる。角川武蔵野ミュージアム5階のレストランのSACULA DINERでも原画展を記念したコラボレートが行われ、コラボランチメニューの販売が実施される。
埼玉県での開催後は、京都府・秋田県・神奈川県で開催する巡回展となっている。